# Romano IV Diógenes
Romano IV Diógenes (em grego: Ρωμανός Δ΄ Διογένης; romaniz.: Rōmanos IV Diogenēs), Imperador Bizantino de 1068 a 1071.

## Subida ao trono
Romano Diógenes era filho de Constantino Diógenes e membro de uma distinta família da Capadócia. Foi sucessivamente promovido no exército bizantino por serviços prestados, até ter sido condenado por uma conspiração para afastar do trono os filhos de Constantino X Ducas em 1067. Enquanto esperava para ser executado foi chamado à presença da imperatriz regente Eudócia Macrembolitisa, que ficou de tal modo fascinada por ele que o perdoou e casou-se com ele a 1 de Janeiro de 1068.

## Campanhas contra os Turcos
Com este casamento Romano IV tornou-se co-imperador, lado a lado com Miguel VII Ducas, Constâncio Ducas e Andrónico Ducas, embora fosse o imperador sénior. Conduziu com êxito três campanhas contra os turcos seljúcidas, repelindo-os para além do Eufrates nos anos de 1068–1069. Em 1071 Romano IV preparou uma expedição em larga escala contra a fortaleza seljúcida de Manzicerta. Apesar de numerosas, as suas forças não tinham todas o mesmo grau de preparação e incluíam uma grande quantidade de mercenários.

## A batalha de Manzicerta e a captura do imperador
Ao cabo de alguns sucessos iniciais na campanha, Romano IV travou a batalha de Manzicerta a 26 de Agosto de 1071. Ficou isolado do corpo principal do seu exército, o qual se pôs em fuga julgando morto o imperador. A retirada desordenada do exército bizantino deu azo a que o sultão seljúcida Alparslano capturasse Romano IV e infligisse uma derrota desastrosa ao exército deste.
Romano IV foi tratado respeitosamente pelo seu captor, que tinha dificuldade em acreditar que o guerreiro sujo e ferido trazido à sua presença fosse o imperador bizantino. Alparslano foi sempre cordial com Romano, e libertou-o em troca de um tratado de paz vantajoso e de um grande resgate.
Gibbon, no seu "Declínio e Queda do Império Romano", reproduz uma conversa entre Alparslano e Romano IV. Segundo Gibbon, quando o sultão perguntou ao imperador o que devia fazer-se com ele, o imperador respondeu: "se és cruel, tiras-me a vida; se dás ouvidos ao orgulho, arrastar-me-ás preso às rodas da tua quadriga; se sabes o que melhor para ti, aceitarás que te pague um resgate e mandar-me-ás para casa." Quando o sultão lhe perguntou qual teria sido o tratamento que receberia se tivesse sido ele o derrotado, Romano disse que o mandaria chicotear. O sultão deu então ao imperador uma palestra sobre a piedade cristã, e disse que não seguiria o exemplo dele, mas sim que lhe perdoaria e trataria como competia a monarcas." John Julius Norwich, em "Bzyantium: The Apogee" também afirma que esta conversa, ou algo de materialmente equivalente, terá sido conservado pelos cronistas coevos.  Mateus de Edessa, um historiador arménio, também faz menção desta conversa entre o imperador e o sultão.

## Traído pelos seus
Enquanto o imperador estava em cativeiro, a oposição decidira aproveitar a situação ao máximo. O César João Ducas e Miguel Pselo confinaram Eudócia num mosteiro e levaram facilmente Miguel VII Ducas a declarar a deposição de Romano IV Diógenes. Antes que Romano conseguisse reunir apoios foi atacado e derrotado por Constantino e por Andrónico Ducas, filhos do César João Ducas. Cercado por Andrónico Ducas numa fortaleza da Cilícia, Romano rendeu-se depois de prometer abdicar de todas as suas pretensões ao trono e de se retirar para um mosteiro. Enquanto estava a ser levado para Constantinopla, Romano foi ainda assim cegado (29 de Junho de 1072) e exilado na ilha de Prote. Os seus olhos foram tão brutalmente vazados que Romano morreu pouco depois da infecção dos ferimentos que lhe foram infligidos.
Durante o seu reinado as forças de Roberto Guiscardo tomaram Bari, em 1071, e o império bizantino perdeu as suas últimas posições em Itália. Incapaz de impedir os acontecimentos, Romano IV decidira dedicar-se aos problemas que afligiam o Império a Oriente.

## Família
Com a sua primeira mulher, Ana, uma filha de Alusiano da Bulgária, Romano IV Diógenes teve pelo menos um filho:
- Constantino Diógenes, falecido antes de 1068

Com a sua segunda mulher, a Imperatriz Eudócia Macrembolitisa, teve:
- Nicéforo Diógenes
- Leão Diógenes